# Mikhail Yevgenyevich Mizintsev

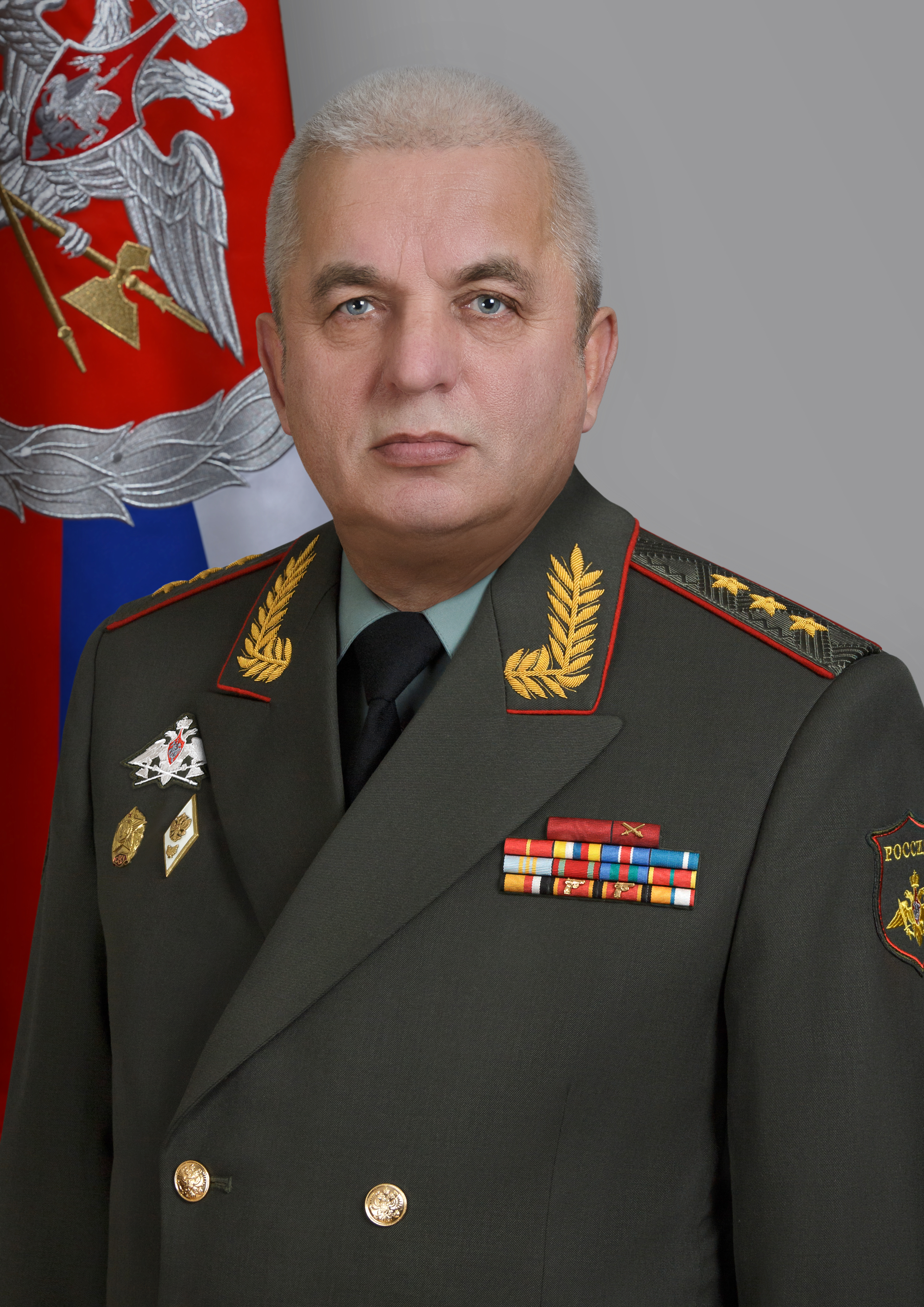
Tướng Mizintsev vào năm 2022

Mikhail Yevgenyevich Mizintsev (tiếng Nga: Михаил Евгеньевич Мизинцев; sinh ngày 10 tháng 9 năm 1962) là một thượng tướng người Nga hiện đang phục vụ trong biên chế tập đoàn lính đánh thuê Wagner của Nga. Gần đây nhất, ông giữ chức Thứ trưởng Bộ Quốc phòng Nga phụ trách hậu cần từ ngày 24 tháng 9 năm 2022 đến ngày 27 tháng 4 năm 2023. Trước đó, ông đứng đầu Trung tâm Quản lý Quốc phòng Nga. Ông Mizintsev đã chỉ huy các lực lượng Nga trong cuộc vây hãm Mariupol, trong đó ông bị phương Tây cáo buộc thực hiện một số cuộc tấn công vào dân thường đã được báo cáo (bao gồm cả các cuộc không kích vào nhà hát và bệnh viện của thành phố) và bị tố cáo là tội ác chiến tranh khi mà các quan chức quân đội Ukraine đã gọi Mizintsev là "Đồ tể Mariupol".

## Sự nghiệp
Mizintsev sinh ra tại làng Averinskaya, Syamzhensky, vùng Vologda.
Năm 1980, ông tốt nghiệp Trường Thiếu sinh quân Suvorov tại Kalinin. Từ năm 1980 đến năm 1984, ông học tại Trường cao đẳng Sĩ quan Binh chủng hợp thành Kiev. Sau khi tốt nghiệp, từ 1984 đến 1989 ông làm trung đội trưởng trung đội trinh sát, rồi đại đội trưởng đại đội trinh sát thuộc trung đoàn xe tăng thuộc sư đoàn xe tăng thuộc Cụm Lực lượng Liên Xô ở Đức; sau đó làm tham mưu trưởng - phó tiểu đoàn trưởng tiểu đoàn trinh sát thuộc sư đoàn xe tăng của quân đoàn vũ trang tổng hợp của Cụm lực lượng phía Tây từ năm 1989 đến 1990.
Từ 1990 đến 1991, ông làm tiểu đoàn trưởng trong một trung đoàn súng trường cơ giới của quân đội vũ trang tổng hợp, từ 1991 đến 1993 - chỉ huy tiểu đoàn súng trường cơ giới (núi) trung đoàn súng trường cơ giới của Quân khu Bắc Kavkaz.
Từ 1993 đến 1996, ông học tại Học viện Quân sự M.V. Frunze. Sau khi tốt nghiệp học viện, từ năm 1996 đến năm 2001, ông là sĩ quan điều hành cấp cao của Tổng cục Tác chiến của Bộ Tổng tham mưu các lực lượng vũ trang Liên bang Nga.
Từ năm 2001 đến 2003, ông học tại Học viện Quân sự thuộc Bộ Tổng tham mưu Lực lượng Vũ trang Liên bang Nga.
Từ năm 2003 đến 2007, Trưởng nhóm Tổng cục tác chiến chính của Bộ Tổng tham mưu các lực lượng vũ trang.
Từ 2007 đến 2010, Trưởng phòng Tác chiến - Phó Tham mưu trưởng Quân khu Mátxcơva, từ 2010 đến 2011, Trưởng phòng Tác chiến - Phó Tham mưu trưởng Quân khu Bắc Kavkaz, từ 2011 đến 2012, Trưởng phòng Phòng Tác chiến - Phó Tham mưu trưởng Quân khu phía Nam.
Vào tháng 8 năm 2012, ông được bổ nhiệm làm người đứng đầu Bộ Tư lệnh Trung ương của Bộ Tổng tham mưu các lực lượng vũ trang Liên bang Nga.
Ngày 22/02/2014, ông được phong quân hàm “Trung tướng”.
Sau khi thành lập Trung tâm Quản lý Quốc phòng Liên bang Nga vào tháng 12 năm 2014, ông là người đứng đầu.
Sau khi bắt đầu chiến dịch quân sự ở Syria, ông là người đứng đầu trụ sở điều phối liên ngành của Liên bang Nga để đưa người tị nạn trở lại lãnh thổ Cộng hòa Ả Rập Syria.
Ông bị phương Tây buộc tội dàn xếp một chiến dịch ném bom tàn bạo đã hủy diệt Aleppo. Nhưng ông cũng là người nhận Huân chương "Người tham gia chiến dịch quân sự ở Syria".
Trong cuộc xâm lược Ukraine năm 2022 của Nga, Mizintsev đã lãnh đạo quân đội trong cuộc vây hãm Mariupol, được cho là đã đảm nhận vai trò cá nhân trong việc chỉ đạo cuộc bao vây. Mizintsev đã bị nhiều người thân phương Tây buộc tội tội ác chiến tranh, bao gồm cả luật sư nhân quyền người Ukraine Oleksandra Matviichuk, người đã tuyên bố rằng ông ta phải chịu trách nhiệm về tội ác chiến tranh tại Tòa án Hình sự Quốc tế ở The Hague. Mizintsev đã phủ nhận những cáo buộc này, đổ lỗi cho lực lượng Ukraine đã tạo ra "thảm họa nhân đạo khủng khiếp", cáo buộc Tiểu đoàn Azov ẩn náu bên trong nhà hát kịch và bệnh viện, đồng thời tuyên bố rằng ông sẽ cho phép cho bất kỳ ai ở Mariupol mà đầu hàng thì sẽ được "thoát ra an toàn". Tuy nhiên tuyên bố này của ông đã bị phương Tây bác bỏ và khẳng định những người tị nạn đang bị tấn công và áp giải đến các trại thanh lọc.
Vào ngày 24 tháng 9 năm 2022, Mizintsev được bổ nhiệm làm Thứ trưởng Bộ Quốc phòng Nga, thay thế Dmitry Bulgakov. Vào ngày 27 tháng 4 năm 2023, phóng viên quân sự Nga Alexander Sladkov xác nhận qua Telegram rằng Mizintsev đã bị cách chức Thứ trưởng Quốc phòng phụ trách hậu cần. Nhà tuyên truyền và blogger quân sự Nga Semyon Pegov tuyên bố rằng đây là một phần của "một số vụ sa thải cấp cao có thể liên quan đến chuyến thăm của Putin tới Ukraine, nơi các sĩ quan ở mặt trận có cơ hội giải thích tình hình thực tế.". Vào ngày 31 tháng 3 năm 2022, Bộ trưởng Ngoại giao Liz Truss của Anh thông báo rằng Mizintsev đã được thêm vào danh sách trừng phạt của Vương quốc Anh, cùng với một số người dẫn chương trình truyền hình Nga. Ông cũng đã bị Nhật Bản trừng phạt, rồi đến New Zealand, Liên minh châu Âu (EU), rồi Canada, Thụy Sĩ, Úc, Ukraine cũng thi nhau trừng phạt ông.